# (54690) 2001 EB
2001 إي بي (ويعرف أيضًا باسم (54690) 2001 إي بي وفق تسمية الكوكب الصغير) (بالإنجليزية: 2001 EB)‏ هو كويكب ضمن حزام الكويكبات؛ وترتيبه 54690 من حيث الاكتشاف.
اكتُشف هذا الجُرم الفلكي بواسطة بحث لنكولن عن الكويكبات القريبة من الأرض في 1 مارس 2001.

## وصلات خارجية
- (54690) 2001 EB في قاعدة بيانات مختبر الدفع النفاث لأجرام النظام الشمسي الصغيرة

- الاكتشاف · مخطط المدار ·  العناصر المدارية · المعلمات المادية

- (54690) 2001 EB على موقع ويكي سكاي: DSS2, SDSS, GALEX, IRAS, Hydrogen α, X-Ray, Astrophoto, Sky Map, Articles and images